# Guadalupe (Sao Tomé-et-Principe)
Pour les articles homonymes, voir Guadalupe.
Guadalupe est une ville de Sao Tomé-et-Principe située au nord de l'île de Sao Tomé, dans le district de Lobata, dont elle est le siège. Sa population est de 1 734 habitants, ce qui en fait la 8e plus grande ville du pays.
Elle est reliée à Sao Tomé, Neves et Trindade par une route faisant le tour de l'île de Sao Tomé.

## Climat
Guadalupe est dotée d'un climat tropical de type As selon la classification de Köppen, avec des précipitations plus importantes en hiver qu'en été. La moyenne annuelle de température est de 24,2 °C et celle des précipitations de 1 346 mm.

## Personnalité liée à la commune
- Olinda Beja (1946), femme de lettres née à Guadalupe.